# Augusta Leigh
Augusta Maria Byron, in seguito Augusta Maria Leigh (Newstead Abbey, 26 gennaio 1783 – Little Wilbraham, 12 ottobre 1851), denominata the Honourable (Onorabile) dalla nascita poiché figlia di un pari della corona, era l'unica figlia di John "Mad Jack" Byron e della sua prima moglie Amelia Osborne, Baronessa Conyers moglie divorziata di Francis, marchese di Carmarthen, che successivamente diventò il V Duca di Leeds.

## Infanzia
La madre morì nel gennaio 1784, ad un anno dalla sua nascita. È stato ricostruito il periodo che la giovinetta trascorse con la nonna materna, Lady Holderness, che morì mentre Augusta era ancora adolescente. Il tempo che intercorse fino al matrimonio fu vissuto con amici e parenti.

## Matrimonio
Sposò nel 1807 un suo cugino, il colonnello George Leigh (1771-1850), figlio del generale Charles Leigh (1748-1815) e di sua moglie Frances Byron, sua zia paterna. Dal matrimonio nacquero sette figli, ma il marito dilapidò tutti i propri averi con il gioco, inoltre perse con disonore il suo incarico presso le stalle reali e lasciò moglie e figli senza risorse alla sua morte.

## Byron
Augusta incontrò per la prima volta il suo parente più stretto, il fratellastro, George Gordon Noel, VI Barone di Byron, quando era studente alla Harrow School. Essi si videro raramente, pur avendo un intenso rapporto epistolare. Divenne la sua principale confidente, soprattutto sulle dispute che il poeta aveva regolarmente con la madre, Lady Catherine Gordon, data la loro incompatibilità di carattere. La corrispondenza, iniziata nel 1804, si interruppe durante il viaggio di due anni "il Grand tour" in Oriente di Lord Byron (giugno 1809 - luglio 1811). Riprese quando Augusta inviò le sue condoglianze per la morte di Lady Catherine, avvenuta nel mese di luglio del 1811, pochi giorni prima del ritorno del figlio nel Regno Unito. Da quel momento gli incontri divennero frequenti, specie durante il periodo londinese del poeta. Il loro rapporto diventa una vera relazione d'amore nel luglio del 1813 come testimoniano le lettere di Lord Byron alla sua amica Lady Melbourne. Bisogna considerare che il matrimonio tra "Gus" (la contrazione del nome Augusta, così il poeta la chiamava affettuosamente, dato anche il doppio senso con goose, cioè oca) ed il marito era il classico matrimonio combinato tanto in voga nella "upper class", inoltre il poeta era molto avvenente e dotato di eloquio fluente tanto da risultare irresistibile alle donne. Augusta aveva comunque rifiutato di lasciare il marito per fuggire con Byron per amore per i figli. Nel mese di aprile 1814 Augusta diede alla luce la sua quartogenita, chiamata Medora in onore della protagonista del poema Il corsaro; Elizabeth Medora Leigh (1814 – 1849) sembra fosse frutto della sua relazione con il poeta, infatti pochi giorni dopo la nascita, Byron si recò a casa della sorellastra a Swynford Paddocks, Six Mile Bottom, Cambridgeshire, per vedere la bambina, e scrisse, in una lettera a Lady Melbourne, sua confidente: "it is not an Ape and if it is, that must be my fault. " (il figlio di un rapporto incestuoso, "that must be my fault" è esplicito, si temeva potesse essere deforme, ecco perché: "non è una scimmia"). Nel gennaio del 1815, anche per sanare le sue disastrate finanze, sposa l'ereditiera Anne Isabella Milbanke (1792-1860), questa ebbe presto dei dubbi sulla sanità mentale del marito; mentre era incinta della loro figlia scrisse ad Augusta, che li raggiunse nel novembre dello stesso anno. A dicembre nacque una bambina, Augusta Ada Byron, le fu dato il primo nome dalla zia. Nel gennaio del 1816, su richiesta del marito, Anne si trasferì con la bambina dai propri genitori, mentre Augusta rimaneva a vivere con il fratellastro, dichiarando di aver timore che commettesse suicidio. Poco dopo Anne chiese al marito la separazione, accusandolo di sodomia e di avere una relazione incestuosa con la sorella. La cosa, sodomia a parte, all'epoca non costituiva reato nell'ordinamento del Regno Unito. Le voci si fecero insistenti soprattutto ad opera di Lady Caroline Lamb che rivelò alla moglie del poeta, sua cugina, di essere stata la sua amante anni prima e che Byron le aveva confidato di avere una relazione incestuosa con Augusta e di aver avuto esperienze omosessuali sia ad Harrow che a Cambridge. In seguito le supposizioni divennero più consistenti perché la Milbanke collaborò con la scrittrice statunitense Harriet Beecher Stowe (autrice del romanzo La capanna dello zio Tom) per la stesura, su un periodico scandalistico, dell'articolo "Lady Byron Vindicated".
Il poeta durante il suo esilio, restò sempre in contatto epistolare con Augusta a cui dedicò varie poesie. .
Nel 2012 sono stati scoperti dei libri appartenuti ad Augusta Leigh e ai suoi familiari.

## Ascendenza
|                                         |                |                                                                       | Genitori                                                     |  |  | Nonni |  |  | Bisnonni                          |  |  | Trisnonni                           |  |
|                                         |                |                                                                       |                                                              |  |  |       |  |  | 8. William Byron, IV barone Byron |  |  | 16. William Byron, III barone Byron |  |
|                                         |                |                                                                       |                                                              |  |  |       |  |  | 8. William Byron, IV barone Byron |  |  | 16. William Byron, III barone Byron |  |
|                                         |                | 17. Elizabeth Chaworth                                                |                                                              |  |  |       |  |  | 8. William Byron, IV barone Byron |  |  |                                     |  |
| 4. John Byron                           |                |                                                                       |                                                              |  |  |       |  |  | 8. William Byron, IV barone Byron |  |  |                                     |  |
|                                         |                | 9. Frances Berkeley                                                   | 18. William Berkeley, IV barone Berkeley di Stratton         |  |  |       |  |  |                                   |  |  |                                     |  |
|                                         |                | 9. Frances Berkeley                                                   | 18. William Berkeley, IV barone Berkeley di Stratton         |  |  |       |  |  |                                   |  |  |                                     |  |
|                                         |                | 9. Frances Berkeley                                                   | 19. Frances Temple                                           |  |  |       |  |  |                                   |  |  |                                     |  |
| 2. John "Mad Jack" Byron                |                | 9. Frances Berkeley                                                   |                                                              |  |  |       |  |  |                                   |  |  |                                     |  |
|                                         |                | 10. John Trevanion                                                    | 20. Charles Trevanion                                        |  |  |       |  |  |                                   |  |  |                                     |  |
|                                         |                | 10. John Trevanion                                                    | 20. Charles Trevanion                                        |  |  |       |  |  |                                   |  |  |                                     |  |
|                                         |                | 10. John Trevanion                                                    | 21. Jane Drummond                                            |  |  |       |  |  |                                   |  |  |                                     |  |
| 5. Sophia Trevannion                    |                | 10. John Trevanion                                                    |                                                              |  |  |       |  |  |                                   |  |  |                                     |  |
|                                         |                | 11. Barbara Berkeley                                                  | 22. William Berkeley, IV barone Berkeley di Stratton (= 18.) |  |  |       |  |  |                                   |  |  |                                     |  |
|                                         |                | 11. Barbara Berkeley                                                  | 22. William Berkeley, IV barone Berkeley di Stratton (= 18.) |  |  |       |  |  |                                   |  |  |                                     |  |
|                                         |                | 11. Barbara Berkeley                                                  | 23. Frances Temple (= 19.)                                   |  |  |       |  |  |                                   |  |  |                                     |  |
| 1. Augusta Byron                        |                | 11. Barbara Berkeley                                                  |                                                              |  |  |       |  |  |                                   |  |  |                                     |  |
|                                         | 12. John Darcy | 24. Conyers Darcy, II conte di Holderness                             |                                                              |  |  |       |  |  |                                   |  |  |                                     |  |
|                                         | 12. John Darcy | 24. Conyers Darcy, II conte di Holderness                             |                                                              |  |  |       |  |  |                                   |  |  |                                     |  |
|                                         | 12. John Darcy | 25. Frances Howard                                                    |                                                              |  |  |       |  |  |                                   |  |  |                                     |  |
| 6. Robert Darcy, IV conte di Holderness | 12. John Darcy |                                                                       |                                                              |  |  |       |  |  |                                   |  |  |                                     |  |
|                                         |                | 13. Bridget Sutton                                                    | 26. Robert Sutton, I barone Lexinton                         |  |  |       |  |  |                                   |  |  |                                     |  |
|                                         |                | 13. Bridget Sutton                                                    | 26. Robert Sutton, I barone Lexinton                         |  |  |       |  |  |                                   |  |  |                                     |  |
|                                         |                | 13. Bridget Sutton                                                    | 27. Mary St. Leger                                           |  |  |       |  |  |                                   |  |  |                                     |  |
| 3. Amelia Darcy                         |                | 13. Bridget Sutton                                                    |                                                              |  |  |       |  |  |                                   |  |  |                                     |  |
|                                         |                | 14. Meinhard von Schomberg, III duca di Schomberg, I duca di Leinster | 28. Friedrich von Schomberg, I duca di Schomberg             |  |  |       |  |  |                                   |  |  |                                     |  |
|                                         |                | 14. Meinhard von Schomberg, III duca di Schomberg, I duca di Leinster | 28. Friedrich von Schomberg, I duca di Schomberg             |  |  |       |  |  |                                   |  |  |                                     |  |
|                                         |                | 14. Meinhard von Schomberg, III duca di Schomberg, I duca di Leinster | 29. Johanna Elisabeth Schönberg auf Wesel                    |  |  |       |  |  |                                   |  |  |                                     |  |
| 7. Frederica Schomberg                  |                | 14. Meinhard von Schomberg, III duca di Schomberg, I duca di Leinster |                                                              |  |  |       |  |  |                                   |  |  |                                     |  |
|                                         |                | 15. Karoline Elisabeth zu Pfalz                                       | 30. Karl I Ludwig, elettore e conte palatino del Reno        |  |  |       |  |  |                                   |  |  |                                     |  |
|                                         |                | 15. Karoline Elisabeth zu Pfalz                                       | 30. Karl I Ludwig, elettore e conte palatino del Reno        |  |  |       |  |  |                                   |  |  |                                     |  |
|                                         |                | 15. Karoline Elisabeth zu Pfalz                                       | 31. Marie Luise von Degenfeld                                |  |  |       |  |  |                                   |  |  |                                     |  |
|                                         |                | 15. Karoline Elisabeth zu Pfalz                                       |                                                              |  |  |       |  |  |                                   |  |  |                                     |  |